# 903 Park Avenue
903 Park Avenue es un edificio residencial de 17 pisos en Park Avenue en el Upper East Side de Manhattan, Nueva York. El edificio está ubicado en la esquina de 903 Park Avenue (donde está la entrada principal) y en la calle 79 Este.

## Historia
Este edificio de gran altura fue construido entre 1912 y 1914 por la empresa constructora Bing & Bing. Fue diseñado por el arquitecto Robert T. Lyons. En el momento de su construcción, se decía que 903 Park Ave era el edificio residencial más alto de la ciudad de Nueva York.
Fue adquirido por Maria DeWitt Jesup, la viuda del banquero Morris Ketchum Jesup, en 1914. El médico e inversionista ferroviario William Seward Webb fue uno de los primeros inquilinos. En 1916, la viuda y el hijo del inversor financiero Norman B. Ream también eran inquilinos.
En 1917, Vincent Astor adquirió el edificio. En la década de 1930, Walter Hoving era inquilino.
En 2002, el edificio era propiedad de Stahl Real Estate.

## Importancia arquitectónica
El edificio mide 57,3 m de altura, con 17 pisos. Como parte del Distrito Histórico de Park Avenue, ha sido incluido en el Registro Nacional de Lugares Históricos desde el 29 de agosto de 2010.